# Andreea Diaconu
Andreea Diaconu est un mannequin roumain née le 28 mars 1991 à Bucarest.

## Vie privée
Elle est en couple avec le mannequin Simon Nessman.